# Mestiačala
Mestičala (gruzínsky მესტიაჭალა) je řeka v gruzínském regionu Svanetie.
Řeka vyvěrá z ledovce mezi vrcholky Marinaža a Dalrakora na jižní straně Kavkazu v nadmořské výšce okolo 2050 m n. m. Odtud teče směrem na jih. V místě jižního okraje ledovce je obklopená vrcholky o výšce 3500 m n. m. Její koryto je dravé a divoké a klesá rychle až k nadmořské výšce 1650 m n. m. Z pravé strany přibírá jeden přítok, kterým je potok Čalaati. Horská bystřina se ve svém širokém korytu rozlévá do různých stran. Teče směrem na jih, u města Mestia se vlévá do Mulchry. Široké údolí není až na jižní konec osídlené; vede ním jedna silnice s turistickou značenou cestou. V jižní části údolí se nachází Letiště Mestia. V samotné Mestii je řeka dvakrát přemostěna.
Řeka je dlouhá 11 km a její povodí má rozlohu 152 km2. V jarních a podzimních měsících ji často zasahují povodně. Průměrný průtok během roku činí 7,29 m3/s, denní průtok kromě srážek závisí také na teplotě a tání ledu v horách.

## Turistika
Vzhledem k blízkosti města Mestia je údolí turisticky atraktivní lokalitou, která nabízí výhledy na okolní monumentální vrcholky Kavkazu, je také začátkem řady pěších cest v okolí.
Řeka bývá občas sjížděna na kajacích, do jejího údolí jsou občas pořádány organizované turistické výpravy nebo zájezdy. U ústí potoka Čalaati se nachází restaurace/občerstvení.

## Hospodářské využití
V roce 2019 byly na řece budovány dvě malé vodní elektrárny. Vznik i byť drobnějších vodohospodářských staveb v panenské přírodě Kavkazu vyvolal nespokojenost jak místních, tak i v celé Gruzii. V roce 2018 demonstranti protestovali například i v metropoli Tbilisi. Dvě vodní elektrárny budovaly společnosti Galt & Taggart ve spolupráci s RP Global, provozovatelem má být rakousko-gruzínská společnost Svaneti Hydro. Výkon obou elektráren bude činit 50 MW a náklady na výstavbu 65 milionů USD. Soustava elektráren má pomáhat s regulací průtoku horské bystřiny a zmírnit případné povodně.